# Thần Đức vương
Thần Đức Vương (mất 917, trị vì 912–917) là quốc vương thứ 53 của Tân La. Ông xuất thân từ gia tộc Phác (Pak), và là con trai của đại a xan Phác Duệ Khiêm (Pak Ye-gyeom). Ông được chọn làm người kế vị vua Hiếu Cung Vương vào năm 912 do vị vua này không có con, bởi ông là hậu duệ của A Đạt La ni sư kim (mất 184, người cuối cùng của gia tộc Phác nắm giữ ngai vàng Tân La) và là phò mã của Hiến Khang Vương. Ông có tên húy là Phác Cảnh Huy (朴景暉, 박경휘, Bak Gyeong-hwi).

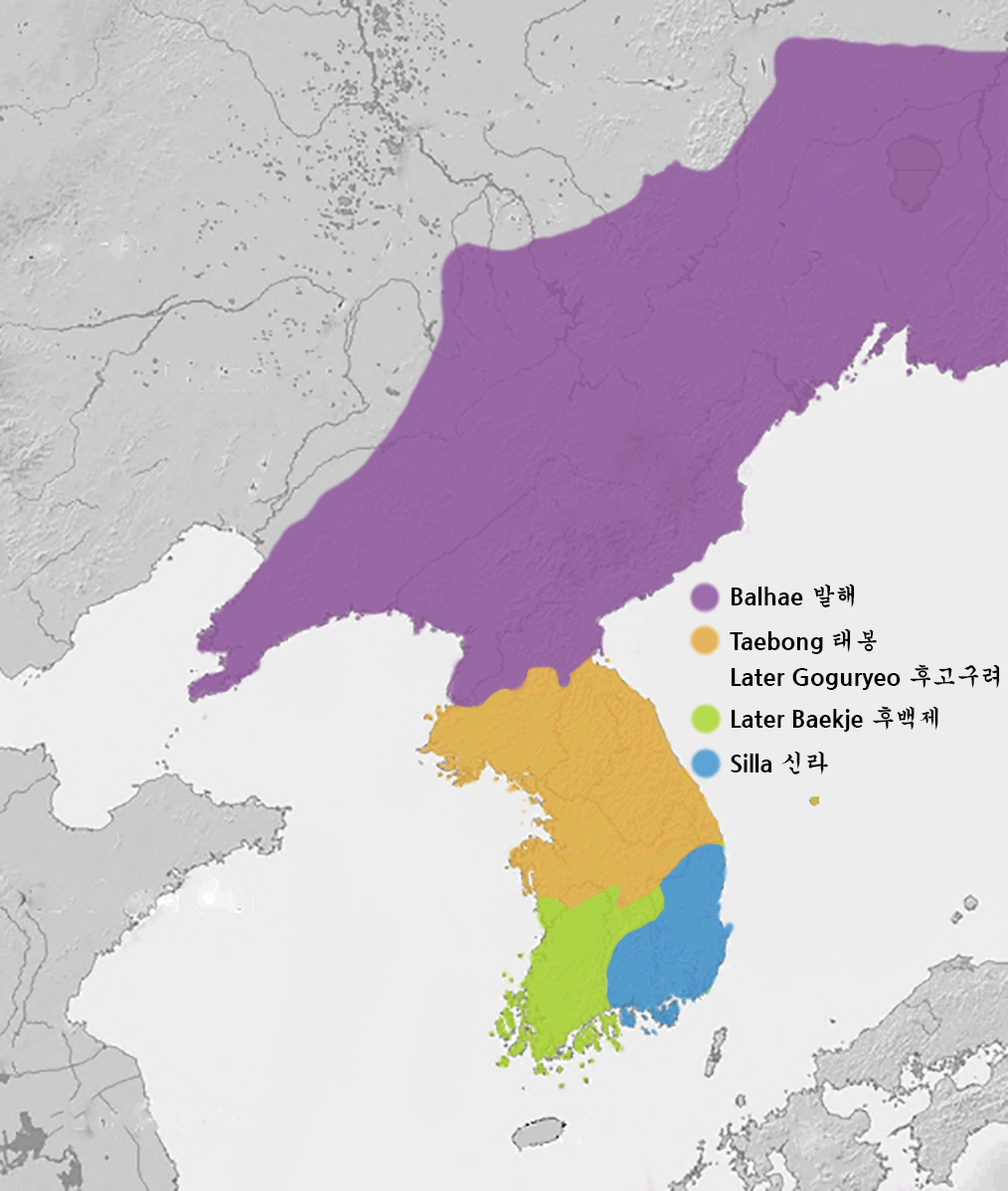
Bản đồ vương quốc Bột Hải (màu tím) của vua Đại Nhân Soạn, Thái Phong (màu cam) của vua Cung Duệ, Hậu Bách Tế (màu xanh lá) của vua Chân Huyên và Tân La (màu xanh dương) của vua Thần Đức Vương năm 915.

Trị vì trong thời đại Hậu Tam Quốc, Thần Đức Vương phải đối mặt với các cuộc tấn công liên tục từ các vương quốc Thái Phong và Hậu Bách Tế ở phía tây từ năm 912 đến năm 917.
Sau khi qua đời vào năm 917, Thần Đức Vương được chôn gần thành Juk ở kinh đô Gyeongju. Con trai cả của Thần Đức Vương và Nghĩa Thành (Uiseong) vương hậu họ Kim là Phác Thăng Anh (朴昇英, 박승영, Bak Seung-yeong) lên nối ngôi vua Tân La, tức là vua Tân La Cảnh Minh Vương.